# Jagtaj
Jagtaj è una suddivisione dell'India, classificata come census town, di 9.406 abitanti, situata nel distretto di Murshidabad, nello stato federato del Bengala Occidentale. In base al numero di abitanti la città rientra nella classe V (da 5.000 a 9.999 persone).

## Geografia fisica
La città è situata a 24° 37' 59 N e 88° 02' 07 E.

## Società

### Evoluzione demografica
Al censimento del 2001 la popolazione di Jagtaj assommava a 9.406 persone, delle quali 4.707 maschi e 4.699 femmine. I bambini di età inferiore o uguale ai sei anni assommavano a 1.776, dei quali 909 maschi e 867 femmine. Infine, coloro che erano in grado di saper almeno leggere e scrivere erano 3.470, dei quali 2.102 maschi e 1.368 femmine.